# 九条家本源氏物語聞書
『九条家本源氏物語聞書』（くじょうけほんげんじものがたりききがき）は、『源氏物語』の注釈書である。
いくつかの場所に「九条」と記された蔵書印が見られ、後補ではあるらしいものの「九条家本源氏物語聞書」との題箋が付されていることからこの名称で呼ばれている。

## 概要
中院通勝による『源氏物語』の講釈を記録したものと見られる。人物に対する敬称の付け方などから、里村紹巴に近い立場の地下の連歌師により記録されたと考えられている。
中院通勝はこの聞書以前に、大部な『源氏物語』の注釈書である『岷江入楚』を著している。本書は『岷江入楚』の完成以後の通勝の源氏学の展開を知ることが出来る重要な資料である。『一葉抄』や『林逸抄』といった、『岷江入楚』に引用されていない注釈書からの引用がしばしば見られる。
現在は実践女子大学常磐松文庫の所蔵。全5冊からなり、内容は『源氏物語』54帖全体に及ぶ。

## 成立
何カ所か記されている講釈の日付から、本書は中院通勝が『岷江入楚』を完成させた1598年（慶長3年）以後の講釈を記録したものであると考えられる。また、後陽成天皇による『源氏物語』の講釈に触れており、後陽成天皇のことを「院」と呼んでいることから、同天皇の退位（慶長16年3月27日（1611年5月9日））以後に記された部分を含むと見られる。
各巻に「追」と記された注釈が見られることから、本書は一度に成立したのではなく、一度完成した後も数次にわたって増補が行われて現在の姿になったと見られる。

## 伝来
いくつかの場所に「九条」とする蔵書印が見られることなどから、九条家旧蔵本であると考えられるが、成立当初から九条家のもとにあったのかは不明である。その他に「月明荘」なる蔵書印もあるので、ある時期弘文荘反町茂雄のもとにあったと見られる。「九条家本源氏物語聞書」と記された題箋は、この弘文荘反町茂雄によるものではないかとされている。
1969年（昭和44年）に古書店一誠堂から実践女子大学が購入し、以後同大学の付属図書館常磐松文庫の所蔵になっている。
その後伊井春樹が紹介したことによって一部に知られることになり、1988年（昭和63年）10月25日から29日にかけて催された『第3回実践女子大学蔵書展』の「中世・近世における万葉・源氏　山岸文庫を中心に」の展示目録において野村精一によって初めて紹介された。1996年（平成8年）から2000年（平成12年）にかけて『実践女子大学文芸資料研究所 年報』に翻刻が掲載され、詳細な情報が広く知られるようになった。

## 構成
本来第2冊目にあるべき第23帖 初音（第22帖 玉鬘の次巻）が第3冊の第27帖 篝火の後にあるといった巻序の混乱が一部に見られるが、成立当初からのものではなく、後世の補修に伴う綴り直しの際の綴り誤りであろうと見られる。

### 分冊状況
本書は以下のように『源氏物語』54帖を全5冊に仕立てられている。
- 第1冊　第01帖 桐壺から第09帖 葵まで
- 第2冊　第10帖 賢木から第24帖 胡蝶まで。上記の通り、初音を含まない。
- 第3冊　第25帖 蛍から第38帖 鈴虫まで。上記の通り、初音を含む。
- 第4冊　第39帖 夕霧から第44帖 竹河まで
- 第5冊　第45帖 橋姫から第54帖 夢浮橋まで

## 翻刻
- 渡邉道子・徳岡涼「調査報告(四十七-一) : 常磐松文庫蔵『九条家本源氏物語聞書』翻刻(一)  」実践女子大学文芸資料研究所編『実践女子大学文芸資料研究所 年報』第15号、実践女子大学文芸資料研究所、1996年（平成8年）3月、pp. 152-247。
- 渡邉道子・徳岡涼・葛原由可・松原哲子「調査報告(四十七-二) : 常磐松文庫蔵『九条家本源氏物語聞書』翻刻(二)  」実践女子大学文芸資料研究所編『実践女子大学文芸資料研究所 年報』第16号、実践女子大学文芸資料研究所、1997年（平成9年）3月、pp. 186-269。
- 渡邉道子・徳岡涼・川島絹江「タイトル 調査報告(四十七-三) : 常磐松文庫蔵『九条家本源氏物語聞書』翻刻(三)  」実践女子大学文芸資料研究所編『実践女子大学文芸資料研究所 年報』第17号、実践女子大学文芸資料研究所、1998年（平成10年）3月、pp. 152-240。
- 渡邉道子・徳岡涼「調査報告(四十七-四) : 常磐松文庫蔵『九条家本源氏物語聞書』翻刻(四) 」実践女子大学文芸資料研究所編『実践女子大学文芸資料研究所 年報』第18号、実践女子大学文芸資料研究所、1999年（平成11年）3月、pp. 1-34。
- 徳岡涼・渡邊道子「常磐松文庫蔵『九条家本源氏物語聞書』翻刻(五) (調査報告 (四十七-五))  」実践女子大学文芸資料研究所編『実践女子大学文芸資料研究所 年報』第19号、実践女子大学文芸資料研究所、2000年（平成12年）3月30日、pp. 1-79。